# 미야오이촌
미야오이촌(宮生村)은 야마가타현 미나미무라야마군에 있던 촌이다.
에도시대에는 데와카미야마번의 영지 내에 속했다.

## 역사
- 1889년 4월 1일 - 정촌제 시행에 의해 미나미무라야마군 미야오이촌이 성립하였다.
- 1954년 10월 1일 - 가미노야마정, 혼조촌, 히가시촌, 니시고촌, 아즈마촌, 나카가와촌과 합병, 시로 승격해 가미노야마시가 성립하여 소멸했다.

## 행정

### 소멸 당시 개요(1954년 9월 30일)
- 시장: 나라자키 시게오
- 마을 의회 의장: 가와구치 토시하치
- 의원 수: 16명
- 면적: 16.93㎢
- 인구: 3,209명
- 가구 수: 501가구

## 참고문헌
- 『市町村名変遷辞典』東京堂出版、1990年。